# Ішимбаєвська сільська рада
Ішимбаєвська сільська рада (рос. Ишимбаевский сельский совет) — муніципальне утворення у складі Салаватського району Башкортостану, Росія. Адміністративний центр — село Ішимбаєво.

## Населення
Населення — 1048 осіб (2019, 1229 в 2010, 1212 в 2002).

## Склад
До складу поселення входять такі населені пункти:
| Населений пункт        | Населення, осіб (2002) | Населення, осіб (2010) |
| ---------------------- | ---------------------- | ---------------------- |
| Ішимбаєво, село        | 393                    | 463                    |
| Міндішево, присілок    | 304                    | 304                    |
| Радіо, присілок        | 147                    | 129                    |
| Роз'їзда Яхіно, селище | 9                      | -                      |
| Ях'я, присілок         | 359                    | 333                    |